# Янів Бронислав

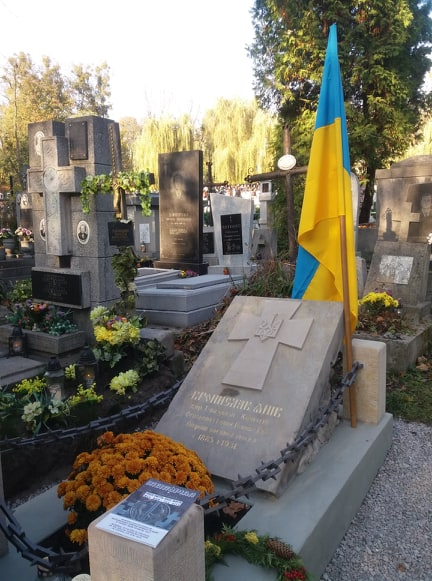
Могила Бронислава Янова на Янівському цвинтарі у Львові

Бронислав Янів (* 1885 — † 1931) — громадський діяч у Галичині, за фахом правник.

## З життєпису
Організатор міщанства Ярославщини (1903—1910), директор страхувального товариства «Карпатія», голова Українського педагогічного товариства «Рідна школа» (1924—1926), кооперативу «Український театр» (1922—1931) і Товариства охорони воєнних могил (від 1927).
Похований на Янівському цвинтарі Львова (поле № 39). 2019 року могилу діяча реставровано.